# C. W. Anderson
Pour les articles homonymes, voir Wright, Chris Wright et Anderson.
Chris Wright (né le 7 janvier 1971 à Emit, Caroline du Nord) est un catcheur américain. Il est principalement connu sous le nom de ring de C. W. Anderson.

## Jeunesse
Wright a grandi à Emit, près de Raleigh. Il a été un fan de catch notamment des Midnight Express (en) (Bobby Eaton et Stan Lane), des Rock 'n' Roll Express (en) (Ricky Morton et Robert Gibson) ainsi que de Dusty Rhodes. Il a joué au baseball et a déclaré avoir reçu à 18 ans un contrat pour jouer en Major League Baseball chez les Padres de San Diego mais a refusé car il souhaite suivre des études universitaires.

## Carrière de catcheur

### Débuts (1993-1999)
Il commence sa carrière de catcheur peu de temps après avoir terminé ses études universitaires dans des fédérations des Carolines du circuit indépendant ainsi que du backyard wrestling.
Alors qu'il travaille dans des petites fédérations, il rencontre les Anderson (Rocky et Pat Anderson), deux catcheurs qui utilise le nom de ring d'Anderson avec la permission d'Ole et Arn Anderson qui lui propose d'intégrer leur équipe ce qu'il accepte en prenant le nom de C. W. Anderson. Le 14 septembre 1996, il remporte son premier titre avec Pat Anderson en devenant champion du monde par équipe de la National Wrestling Alliance et rendent leur titre au courant 1997. Il s'est ensuite entraîné pendant un an et demi au Power Plant, l'école de catch de la World Championship Wrestling.

### Extreme Championship Wrestling (1999-2001)
Anderson rejoint l'Extreme Championship Wrestling en juin 1999 et est rapidement surnommé The Enforcer en référence à Arn Anderson,. Le 9 janvier 2000 à Guilty as Charged, il remporte un match face à Mikey Whipwreck grâce à l'intervention de Lou E. Dangerously (en). Le 12 mars à Living Dangerously, il fait équipe avec Bill Wiles (en) avec qui il remporte un match par équipe face à Danny Doring (en) et Roadkill (en) grâce à l'intervention d'Elektra (en) qui a trahi Doring et Roadkill en fin de match. Le 14 mai à Hardcore Heaven, il perd face à Kid Kash. Le 16 juillet à Heat Wave, il fait équipe avec Simon Diamond (en) et Swinger avec qui il perd un match face à Kid Kash, Danny Doring et Roadkill. Le 1er octobre à Anarchy Rulz, il perd face à Steve Corino un match pour désigner le challenger pour le championnat du monde poids-lourds de l'ECW. Le 5 novembre à November to Remember, il perd face à Kid Kash. Il a ensuite une rivalité avec Tommy Dreamer qui donne lieu à un match à Massacre on 34th Street le 3 décembre qu'Anderson remporte. Le 7 janvier 2001, ils se sont affrontés une deuxième fois à Guilty as Charged dans un « I Quit match » où Dreamer a fait abandonner son adversaire. Il participe au dernier spectacle de l'ECW six jours plus tard où il perd face à Jack Victory (en).

### Diverses fédérations (2001-2002)
Après la fermeture de l'ECW, il remonte sur le ring le 13 mars en Californie à l'Ultimate Pro Wrestling où il perd un match face à Prototype.

### World Wrestling Entertainment (2004-2007)
Le 10 janvier 2007, il est renvoyé de la WWE en même temps que 10 autres superstars.

### Retour sur le circuit indépendant (2007-...)
Le 3 septembre 2018 lors de House of Hardcore 50, il perd contre Hurricane Helms.

## Palmarès
- America's Most Liked Wrestling
  - AML Tag Team Championship (1 fois, actuel) - avec Damien Wayne
- Carolina Championship Wrestling Association
  - CCWA Heavyweight Championship (1 fois)
  - CCWA Tag Team Championship (3 fois) - avec Pat Anderson
- Continental Wrestling Alliance
  - CWA Tag Team Championship (1 fois) - avec Pat Anderson
- High Volume Pro Wrestling
  - HVPW Heavyweight Championship (1 fois, actuel)
- Jacksonville Wrestling Alliance
  - JWA Heavyweight Championship (1 fois)
- Live Action Wrestling
  - LAW Heavyweight Championship (1 fois)
- Major League Wrestling
  - MLW Global Tag Team Championship (1 fois) - avec Simon Diamond
- Midwest Wrestling United
  - MWU Heavyweight Championship (1 time)
- NIWA
  - NIWA Television Championship (1 fois)
- National Wrestling Alliance
  - NWA World Tag Team Championship (1 fois) - avec Pat Anderson
- NWA 2000
  - NWA 2000 American Heritage Heavyweight Championship (1 fois)
  - NWA 2000 Tag Team Championship (2 fois) - avec Pat Anderson (1) et Cueball Carmichael (1)
- Palmetto Pride Championship Wrestling
  - PPCW Heavyweight Championship (1 fois)
- Premier Wrestling Federation
  - PWF Universal Heavyweight Championship (1 fois)
  - PWF Universal Six Man Tag Team Championship (1 fois) - avec Steve Corino et John Skyler
  - PWF United States Heavyweight Championship (1 fois)
  - PWF Universal Tag Team Championship (3 fois) - avec Steve Corino
  - PWF Television Championship (1 fois)
  - Legacy Cup (2014)
- Pro Wrestling International
  - PWI International Heavyweight Championship (1 fois)
- Pro Wrestling WORLD-1
  - WORLD-1 Great Lakes Tag Team Championship (1 fois) - avec Bull Wheeler
  - WORLD-1 Tag Team Championship (2 fois) - avec Steve Corino
- Pro Wrestling Zero1
  - NWA Intercontinental Tag Team Championship (1 fois) - avec Steve Corino
  - NWA United National Heavyweight Championship (1 fois)
- Ring Wars Carolina
  - RWC Heavyweight Championship (1 fois)
- Southern Championship Wrestling
  - SCW Heavyweight Championship (1 fois)
  - SCW North Carolina Championship (2 fois)
  - SCW Tag Team Championship (4 fois) - avec Pat Anderson (2), Cueball Carmichael (1), et Dewey Cheatum (1)
- Southern Wrestling Association
  - SWA Tag Team Championship (1 fois) - sioavec Pat Anderson
- Vanguard Championship Wrestling
  - VCW Heavyweight Championship (1 fois)
  - VCW Tag Team Championship (1 fois) - avec Phil Brown
- X3 Wrestling
  - X3 Heavyweight Championship (1 fois)

## Récompenses des magazines
- Pro Wrestling Illustrated

| Année | 1997 | 1998 | 1999 | 2000 | 2001 | 2002 | 2003 | 2004 | 2005 | 2006 | 2007 | 2008       | 2009 |
| ----- | ---- | ---- | ---- | ---- | ---- | ---- | ---- | ---- | ---- | ---- | ---- | ---------- | ---- |
| Rang  | 401  | 394  | 340  | 158  | 112  | 140  | 103  | 74   | 149  | 163  | 293  | Non classé | 285  |